# Dar es Salaam

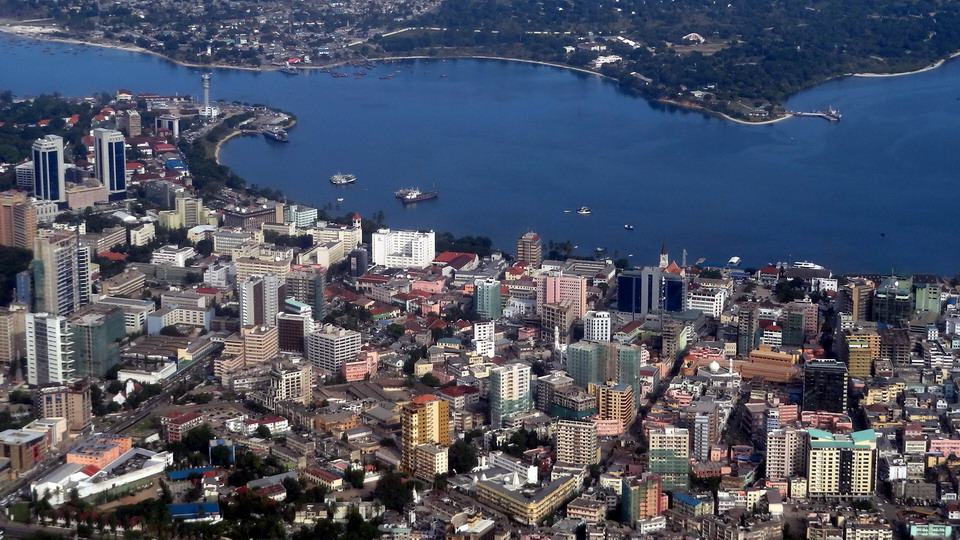
Dar es Salaam a vista d'ocell

Dar es Salaam (de l'àrab: دار السلام, Dār as-Salām, literalment ‘Casa de la Pau’), antigament anomenada Mzizima, és la ciutat més gran de Tanzània. Amb 5,383,728 habitants (el 2022), és el centre econòmic i l'antiga capital del país, a més del principal port de Tanzània, situat a la costa de l'oceà Índic. S'hi exporten cafè, cotó, i sisal. Les indústries locals inclouen els productes alimentaris, tèxtils, ciment i productes farmacèutics. És la capital administrativa de la regió homònima.

## Història
Al segle xvii, es va establir en aquest lloc un poblet amb el nom de Mzizima (paraula suahili que vol dir ‘vila sana’) per obra de Wabarawa, un home mig àrab i mig suahili, originari de Barawa, a Somàlia.
El 1859, Albert Roscher, d'Hamburg, va ser el primer europeu a desembarcar a Mzizima. El 1862, el soldà Sàyyid Màjid de Zanzíbar va donar a la vila el nom Bandar as-Salam (àrab: بندر السلام, Bandar as-Salām, ‘Port de la Pau’), que es va contreure a Dar es Salaam, que en àrab significa ‘Casa de la Pau’. Hi va fer construir també un palau i altres edificis. El carrer principal modern, l'avinguda de l'Acàcia, fou l'antiga Barra rasta (‘gran camí’).
Després de la mort de Màjid el 1870, la ciutat declinà fins a l'establiment el 1887 de la Companyia Alemanya de l'Àfrica de l'Est, que hi va establir una factoria el 1888, i el 1891 s'hi va instal·lar el governador, amb la qual cosa el creixement de Dar es Salaam es va veure facilitat pel seu paper de centre administratiu i comercial de l'Àfrica Oriental Alemanya i de l'expansió industrial originada per la construcció de la línia ferroviària que des de la costa es va endinsar al continent fins al llac Tanganyika, al principi del segle xx.

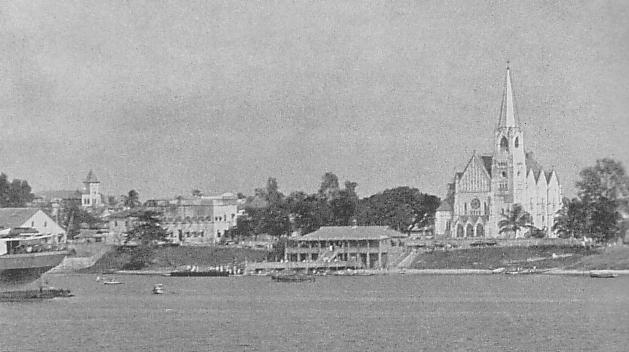
La ciutat a la dècada del 1930, amb la catedral catòlica de Saint Joseph en primer terme

L'Àfrica de l'Est alemanya fou conquerida pels anglesos durant Primera Guerra Mundial i fou anomenada Tanganyika. Dar es Salaam, ocupada pels britànics el 1916, va continuar com a centre administratiu i comercial del territori. Segons les disposicions britàniques, els sectors europeus i africans separats es desenvolupen a una certa distància del centre de la ciutat. La població comprèn també una gran quantitat d'immigrants de l'Àsia del Sud.
Després de la Segona Guerra Mundial, Dar es Salaam va experimentar un període de creixement ràpid. Els esdeveniments polítics dugueren a Tanganyika a la independència de la corona britànica el desembre de 1961, amb Dar es Salaam com a capital. La població de la ciutat el 1957 era del tomb dels 130.000 habitants, dels quals 93.363 eren africans, 23.263 indis, 2.460 indis de Goa, 1.718 pakistanesos, 4.479 europeus, 2.545 àrabs, i 914 d'altres orígens. Entre els musulmans, hi havia forta presència dels ismaïlites nizarites, que ha continuat.
La ciutat va continuar sent la capital després de la fusió entre Tanganyika i Zanzíbar el 1964, que va crear l'estat modern de Tanzània.
El 1973, es va decidir traslladar la capital a Dodoma, una ciutat situada a l'interior, al centre del Tanzània. El procés de trasllat no està encara acabat i Dar es Salaam continua sent la ciutat més important de Tanzània. Tant és així que el 1998 la ciutat sofrí l'atemptat contra l'ambaixada estatunidenca a Tanzània de caràcter islamista.

## Geografia
Dar es Salaam es troba a 6°48' S, 39°17' E en un port natural de la costa de l'Àfrica oriental, amb platges de sorra en algunes zones.

### Districtes de la regió de Dar es Salaam
La regió de Dar es Salaam està dividida en cinc districtes administratius, quatre dels quals estan governats per consells municipals. que estan afiliats als suburbis o barris de la ciutat. El comissari regional és Aboubakar Kunenge.

#### Kinondoni
Kinondoni és el districte més poblat. Alberga la meitat de la població de la ciutat i diversos suburbis d'alts ingressos.

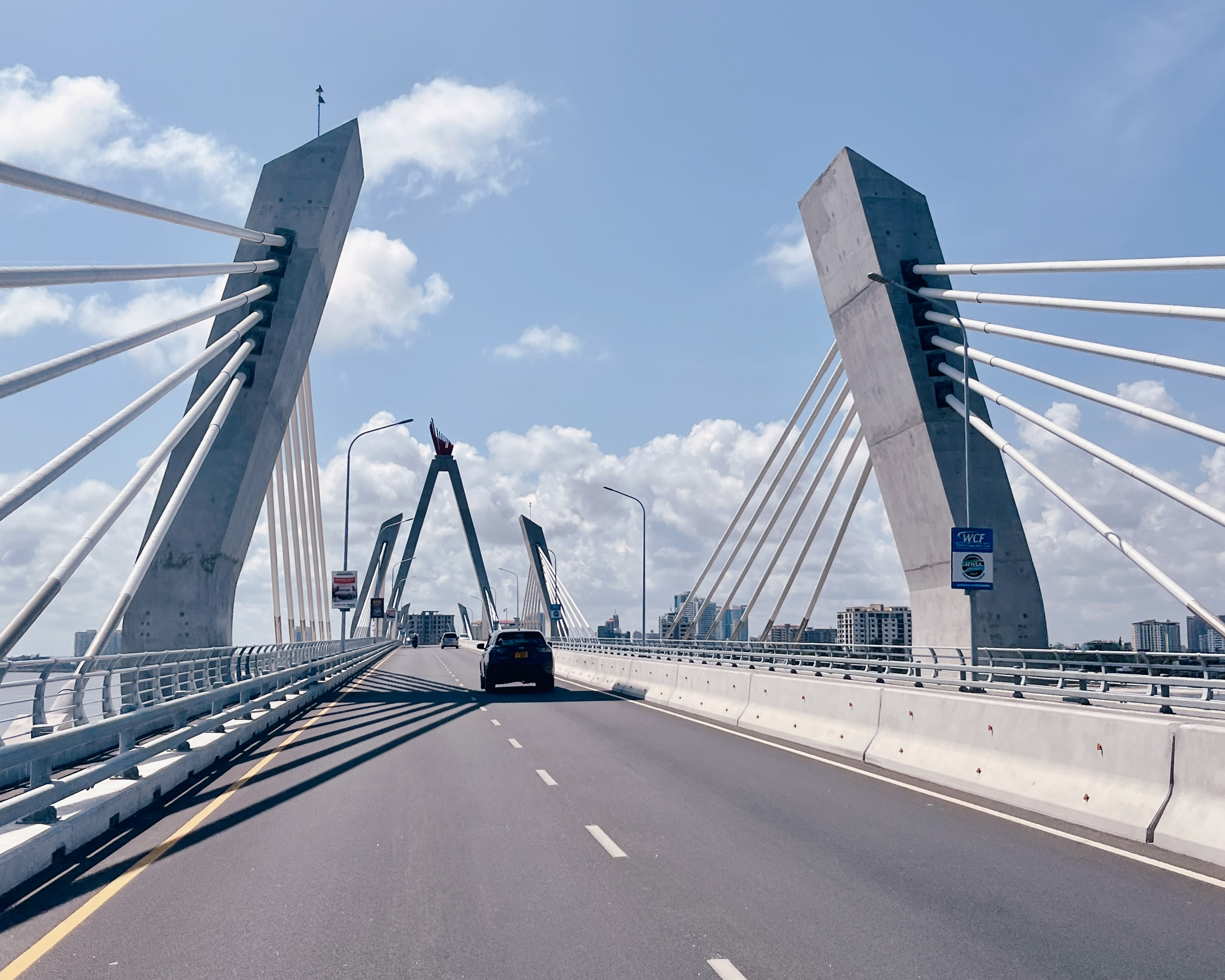
Pont de tanzanita

- Masaki, Oyster Bay i Ada Estate són els suburbis d'alts ingressos situats al llarg de la platja central. Durant l'època colonial, van ser els principals suburbis europeus de la ciutat. Actualment resideixen en aquestes zones diplomàtics i expatriats. Oyster Bay Beach (també coneguda com a Coco Beach) és l'única platja de sorra blanca a l'est de Kinondoni.

- Mikocheni i Regent Estate també són suburbis dins del districte. Aquestes són zones d'ingressos alts i mitjans amb Mikocheni B que gaudeix d'una densitat de població més alta que Mikocheni A i Regent Estate. Segons el cens de 2012, el barri de Mikocheni tenia 32.947 habitants.[6] :page 75

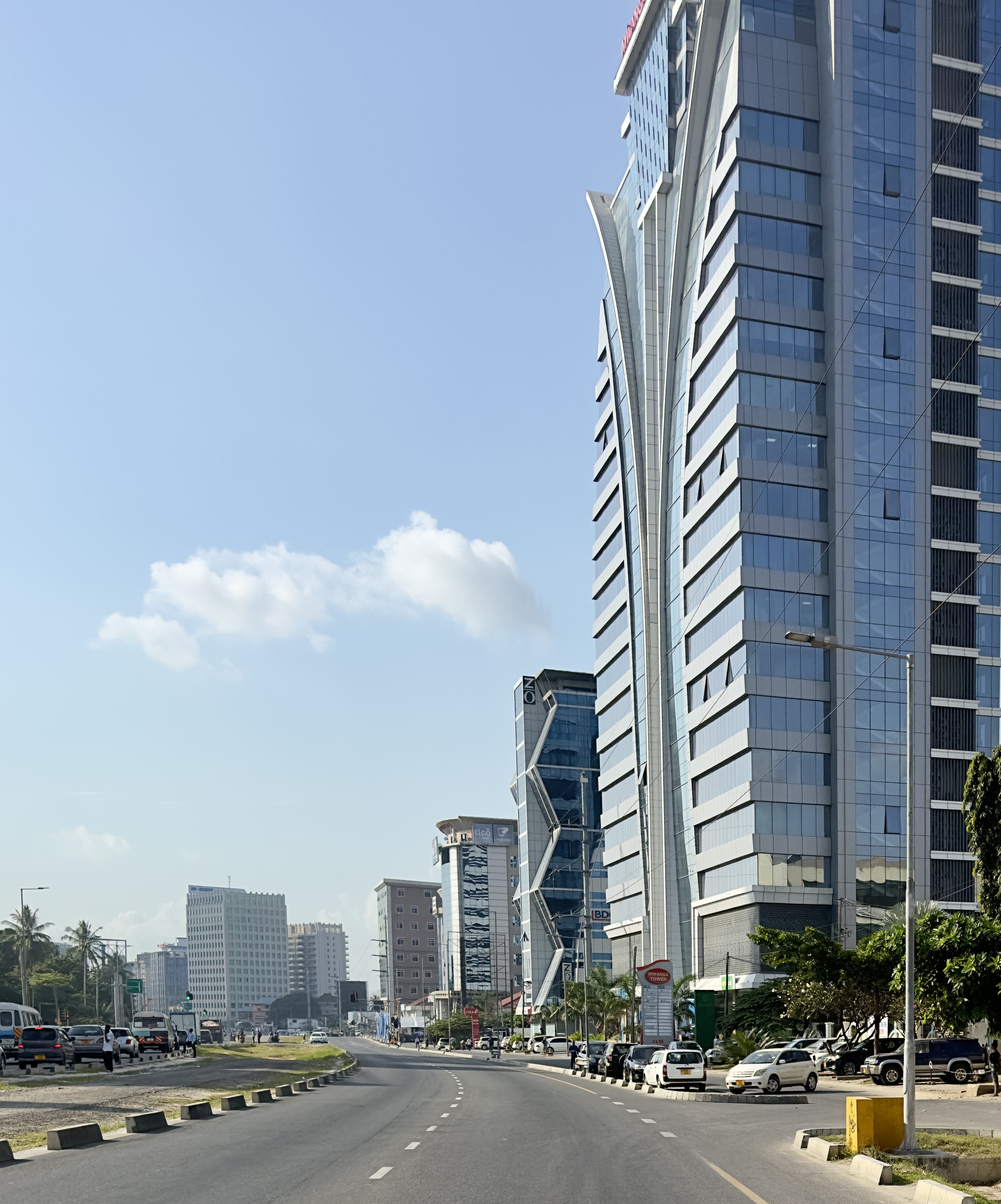
Bagamoyo rd, Mwnanyamala, districte de Kinondoni, Dar es Salaam

- Msasani és una península al nord-est del centre de la ciutat i llar d'expatriats del Regne Unit i d'altres països occidentals. Conté una barreja de botigues tradicionals i centres turístics i botigues d'orientació occidental, inclosa la reurbanització de l'antiga drassana de Msani Slipway per l'arquitecte Antoni Folkers.

- Mbezi Beach és el suburbi davant de la platja situat al nord de la platja de Dar es Salaam. Conté diversos hotels turístics, residències i una zona de kitesurf al costat de l'avinguda Upepo.

- Sinza, Kijitonyama, Magomeni, Kinondoni i Mwenge són ètnicament més barrejats que les zones de dalt i es troben a l'oest del districte de negocis central de Dar es Salaam.

#### Ilala
El districte administratiu d'Ilala conté gairebé totes les oficines governamentals, ministeris i el Districte Central de Negocis. És el centre de transport de la ciutat, ja que l’aeroport internacional Julius Nyerere, l'estació central de tren i l'estació de tren de Tazara es troben dins dels límits del districte. Les zones residencials són principalment de rendes mitjanes i altes, entre altres:

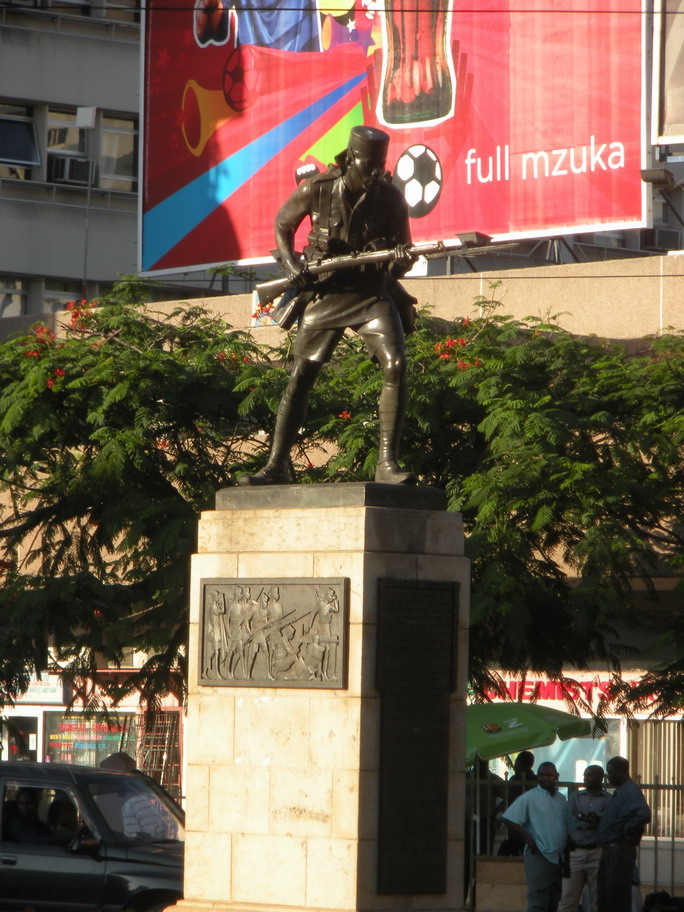
El Monument Askari al llarg de l'avinguda Samora marca el centre exacte de Dar es Salaam, al districte d'Ilala.

- Upanga i Kisutu tenen la concentració més alta de comunitats asiàtiques dins de Dar es Salaam, amb residents d'origen indi i àrab. Aquestes zones contenen cases colonials i mansions construïdes en estils indi, àrab i europeu. Upanga es divideix en Upanga East i Upanga West.

- Kariakoo és el districte comercial de la ciutat: botigues, basars i comerciants venen productes, des d'aliments fins a ferreteria. El mercat de Kariakoo conté l'única secció subterrània de la ciutat. És el principal punt de subministrament dels aliments que consumeixen tots els residents de Dar es Salaam.

- Tabata, Segerea i Ukonga es troben una mica més a l'oest del centre de la ciutat.

- Ilala, entre els suburbis de renda mitjana molt a prop del centre de la ciutat, està marcada pel Monument Askari i pateix l'activitat de les colles.[7]

#### Temeke
Temeke és el cinquè districte industrial de la ciutat, on es troba la indústria manufacturera (tant la indústria pesant com la lleugera). A l'est hi ha el port de Dar es Salaam, el més gran del país. Es creu que Temeke té la major concentració de residents de baixos ingressos a causa de la indústria. És la llar d'oficials militars i de policia, així com oficials portuaris.
- Kurasini, situat al port, conté el port de Dar es Salaam, el col·legi de policia, la caserna de policia de Mgulani i el recinte firal internacional de Dar es Salaam. Els principals residents són policies i funcionaris portuaris.

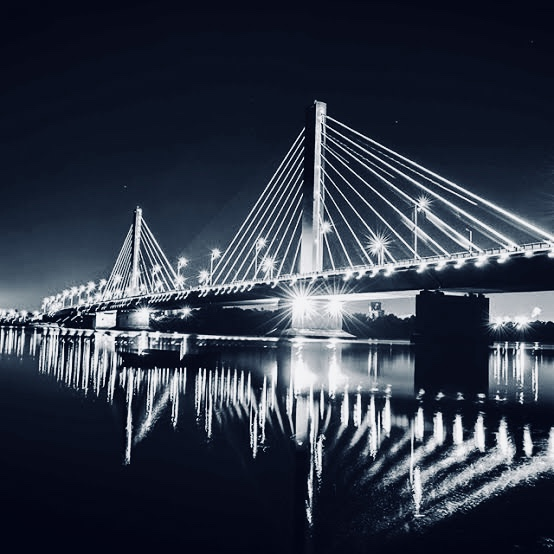
Pont de Kigamboni a la nit

- Chang'ombe és una de les poques zones amb més ingressos de Temeke. Ha mantingut aquest estatus a causa de la presència d'alts oficials colonials africans i alguns propietaris de la indústria de l'època colonial. Chang'ombe acull la Facultat d'Educació de la Universitat de Dar es Salaam, l'Estadi Nacional i l'Estadi Uhuru.

- Temeke, Mtoni, Tandika, Kijichi i Mbagala són suburbis d'ingressos mitjans i baixos, dels quals l'últim és el suburbi més gran de tot el districte.

#### Ubuntu
La terminal d'Ubungo serveix com a enllaç de transport amb la majoria dels grans nodes urbans de Dar es Salaam. El ferrocarril de rodalies de via estreta va des d'allà fins al centre de la ciutat, amb deu passos a nivell al llarg del recorregut.
Aquest districte es caracteritza per una gran quantitat de centres socials i econòmics potencials, com ara indústries, és a dir, la indústria tèxtil Urafiki, l'estació d'autobusos i diversos instituts i universitats com l'Institut Nacional de Transport (NIT)

#### Kigamboni
Kigamboni (també coneguda com a South Beach), un suburbi a la platja d'una península, acull una població econòmicament diversa. L'accés al suburbi es fa principalment amb ferri, tot i que el pont de Kigamboni ofereix una alternativa.

### Clima
Dar es Salaam experimenta condicions climàtiques tropicals, caracteritzades per un clima càlid i humit durant gran part de l'any a causa de la seva proximitat a l'equador i al càlid oceà Índic. Té un clima de sabana tropical (Köppen: Aw / As). Les precipitacions anuals són d'aproximadament 1150 mm, i en un any normal hi ha dues èpoques de pluges: les "pluges llargues" d'abril i maig, i les "pluges curtes" al novembre i desembre.
Un article de 2019 publicat a PLOS One estimava que sota Representative Concentration Pathway 4.5, un escenari "moderat" de canvi climàtic on l'escalfament global arriba a ~ 2,5-3 °C el 2100, el clima de Dar es Salaam l'any 2050 s'assemblaria més al clima actual de Barquisimeto a Veneçuela. La temperatura anual i les temperatures del mes més càlid augmentarien 1,3 °C, mentre que la temperatura del mes més fred baixaria un 0,1 °C. Segons Climate Action Tracker, la trajectòria d'escalfament actual sembla coherent amb 2,7 °C, que coincideix molt amb RCP 4.5.
A més, segons el sisè informe d'avaluació de l'IPCC 2022, Dar es Salaam és una de les 12 ciutats africanes més importants (Abidjan, Alexandria, Alger, Ciutat del Cap, Casablanca, Dakar, Dar es Salaam, Durban, Lagos, Lomé, Luanda i Maputo) que seria la més greument afectada per la futura pujada del nivell del mar. S'estima que col·lectivament patirien danys acumulats de 65.000 milions de dòlars EUA sota RCP 4.5 i 86.500 milions de dòlars EUA per a l'escenari d'altes emissions RCP 8.5 l'any 2050. A més, RCP 8.5 combinat amb l'impacte hipotètic de la inestabilitat de la capa de gel marina a alts nivells d'escalfament implicaria fins a 137.500 milions de dòlars EUA en danys, mentre que la comptabilització addicional dels "esdeveniments de baixa probabilitat i danys alts" pot augmentar. els riscos agregats a 187.000 milions de dòlars EUA per a l'RCP4.5 "moderat", 206.000 milions de dòlars EUA per a RCP8.5 i 397.000 milions de dòlars en l'escenari d'inestabilitat de la capa de gel de gamma alta. Com que l'augment del nivell del mar continuaria durant uns 10.000 anys sota tots els escenaris de canvi climàtic, els costos futurs de l'augment del nivell del mar només augmentarien, especialment sense mesures d'adaptació.

## Bibliografiа
- «Dar es Salaam». A: Brockhaus' Konversations-Lexikon (en alemany).  Leipzig: Brockhaus, 1908.
- «Daressalam». A: Deutsches Kolonial-Lexikon (en alemany), 1920.Plantilla:Мртва веза
- «Dar es Salaam District». A: Red Book 1922–23: Handbook and Directory for Kenya Colony and Protectorate, Uganda Protectorate, Tanganyika Territory, and Zanzibar Sultanate.  Nairobi: East Africa Standard Ltd., 1922.
- Clement Gillman «Dar es Salaam 1860–1940: A Story of Growth and Change». Tanganyika Notes and Records, 1945. ISSN: 0856-2725.
- John E.G. Sutton «Dar es Salaam, A Sketch of a Hundred Years». Tanganyika Notes and Records, 1970.
- John E.G. Sutton. Dar es Salaam: City, Port, and Region, 1970.
- B.S. Hoyle «African Politics and Port Expansion at Dar es Salaam». Geographical Review, 1, 1978, pàg. 31–50. DOI: 10.2307/213509. JSTOR: 213509.
- Jurgen Becher. Dar es Salaam, Tanga und Tabora: Stadtentwicklung in Tansania unter deutscher Kolonialherrschaft, 1885-1914 (en alemany), 1997.
- Laura Sykes; Uma Waide Dar es Salaam: a dozen drives around the city.  Mkuki Na Nyota Publishers, 1997. ISBN 9976973357.
- Brian Hoyle «Port-City Renewal in Developing Countries the Waterfront at Dar Es Salaam, Tanzania». Erdkunde, 2002. ISSN: 0014-0015.
- «Dar es Salaam, Tanzania». A: Encyclopedia of Twentieth-Century African History.  Routledge, 2003. ISBN 0415234794.
- «Dar es Salaam». A: Africana: The Encyclopedia of the African and African American Experience.  Oxford University Press, 2005, p. 318+. ISBN 978-0-19-517055-9.
- James R. Brennan «Youth, the TANU Youth League and Managed Vigilantism in Dar es Salaam, Tanzania, 1925-73». Africa: Journal of the International African Institute, 2, 2006, pàg. 221–246. DOI: 10.3366/afr.2006.76.2.221. JSTOR: 40027110.
- Andrew Burton «Haven of Peace Purged: Tackling the Undesirable and Unproductive Poor in Dar es Salaam, ca.1950s-1980s». International Journal of African Historical Studies, 1, 2007, pàg. 119–151. JSTOR: 40034793.
- Steven Fabian «Curing the Cancer of the Colony: Bagamoyo, Dar es Salaam, and Socioeconomic Struggle in German East Africa». International Journal of African Historical Studies, 3, 2007, pàg. 441–469. JSTOR: 40034038.
- Philip Briggs. «Dar es Salaam». A: Tanzania.  Bradt Travel Guides, 2009. ISBN 978-1-84162-288-0.